# Musée archéologique départemental de Saint-Bertrand-de-Comminges
Le musée archéologique départemental de Saint-Bertrand-de-Comminges est installé depuis 1985, par le Conseil départemental de Haute-Garonne, dans l'ancienne Gendarmerie de Saint-Bertrand-de-Comminges, classée monument historique en 1946. Le musée archéologique départemental a obtenu le label « Musée de France ».
Le musée bénéficie naturellement des découvertes archéologiques qui ont été faites depuis les premières fouilles de 1920 jusqu'en 1969 sur le site très étendu de Saint-Bertrand-de-Comminges, le lugdunum des Convènes. Le musée a donné un nouvel écrin à la collection, jusque là seulement conservée aux Olivétins,  et a encouragé un renouveau des campagnes de fouilles de 1985 jusqu'en 2005.
La collection couvre quatre siècles environ de la vie de cette ville importante, préfecture des Convènes, située en piémont pyrénéen. Temple, théâtre, marché, thermes faisaient d'elle une réelle capitale provinciale. Et aujourd'hui un site archéologique beaucoup plus étendu mais d'une richesse au moins comparable à celle des villas romaines de Montmaurin ou Chiragan, non seulement pour la Haute-Garonne, mais aussi au niveau national.

## Autres activités
Le musée abrite aussi des locaux d’étude et de conservation, une bibliothèque de recherche pour le Centre de Recherche et de Ressources Archéologiques. Un espace d'exposition réaménagé présente des expositions temporaires de la collection au rez de chaussée. Des conférences sont organisées chaque été.

## Collections
Les collections sont riches : 
- le trophée augustéen, un  ensemble exceptionnel de sculptures en marbre du pays découvert en 1926, composé de rostres de navires, de mannequins d’armes, de captifs sculptés en ronde-bosse, célébrait vers 16 avant notre ère[3], la victoire navale d’Auguste à Actium qui avait eu lieu en 31 avant notre ère (la marque du début de son principat) et deux trophées terrestres rappelant la pacification des Pyrénées.
- Une riche collection d’autels votifs et d'épigraphies
- des découvertes sur l'hypogée de Saint-Just-de-Valcabrère

## Galerie

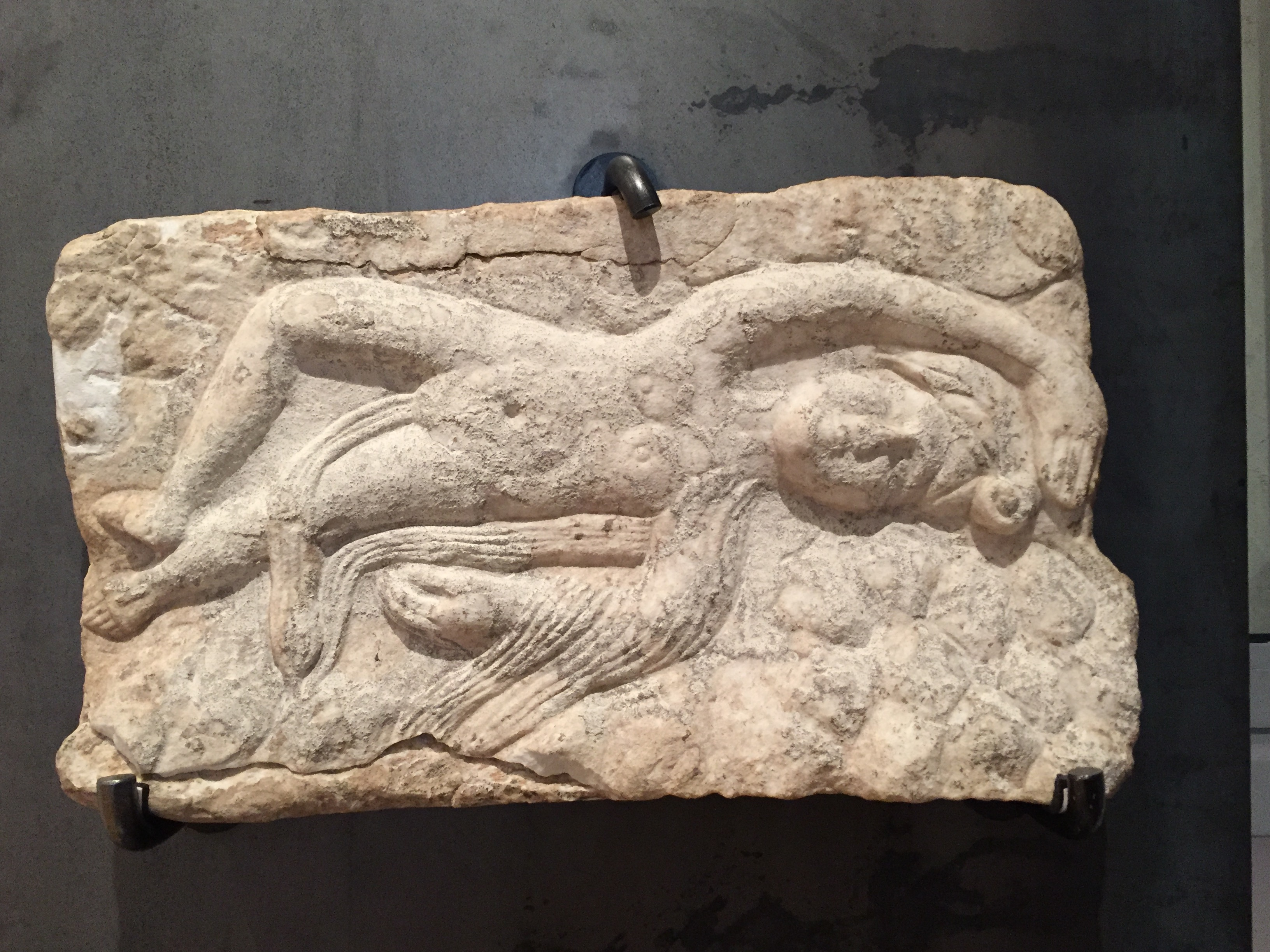
Bas-relief Attis
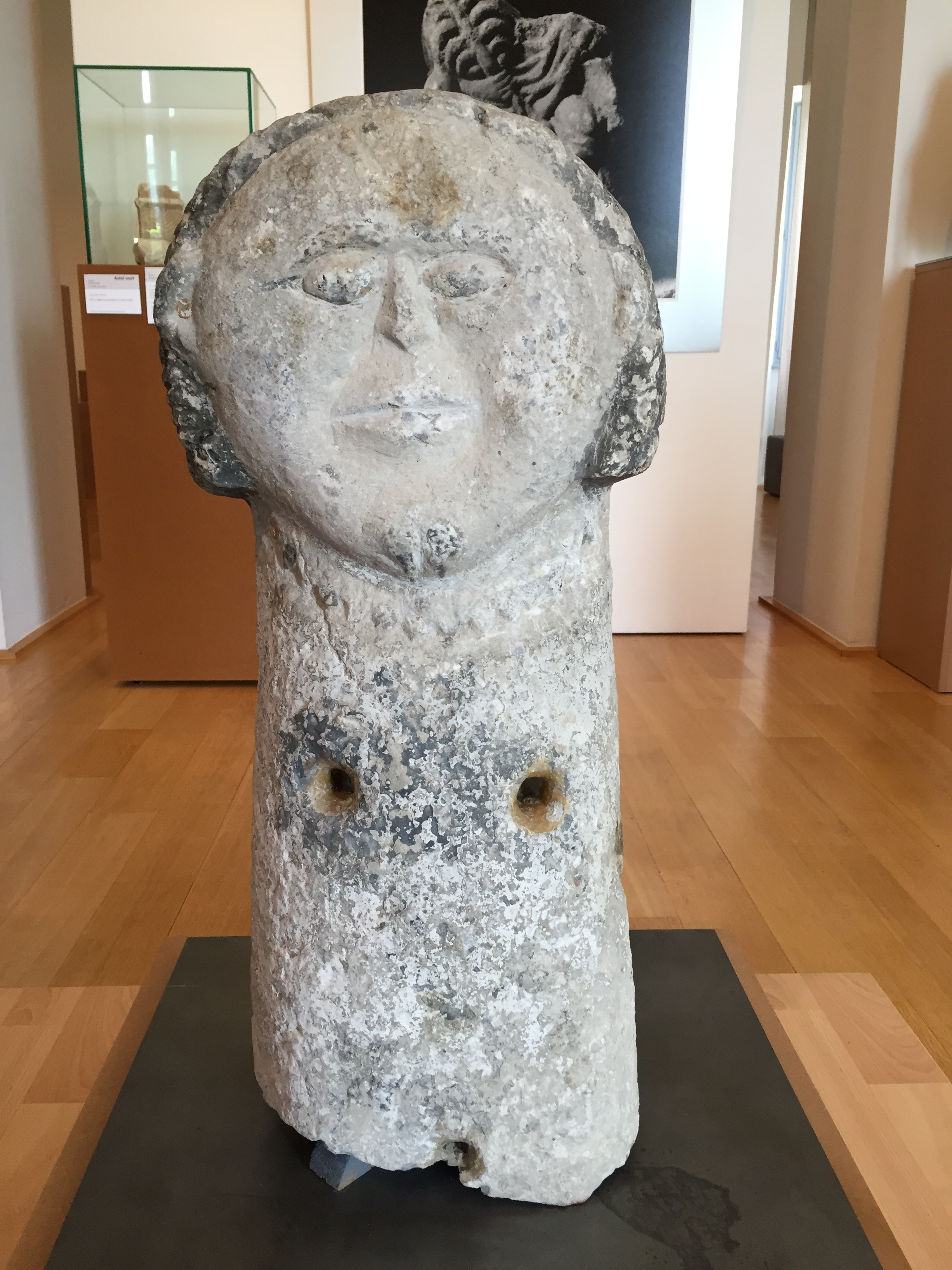
Statue Dieu-Borne
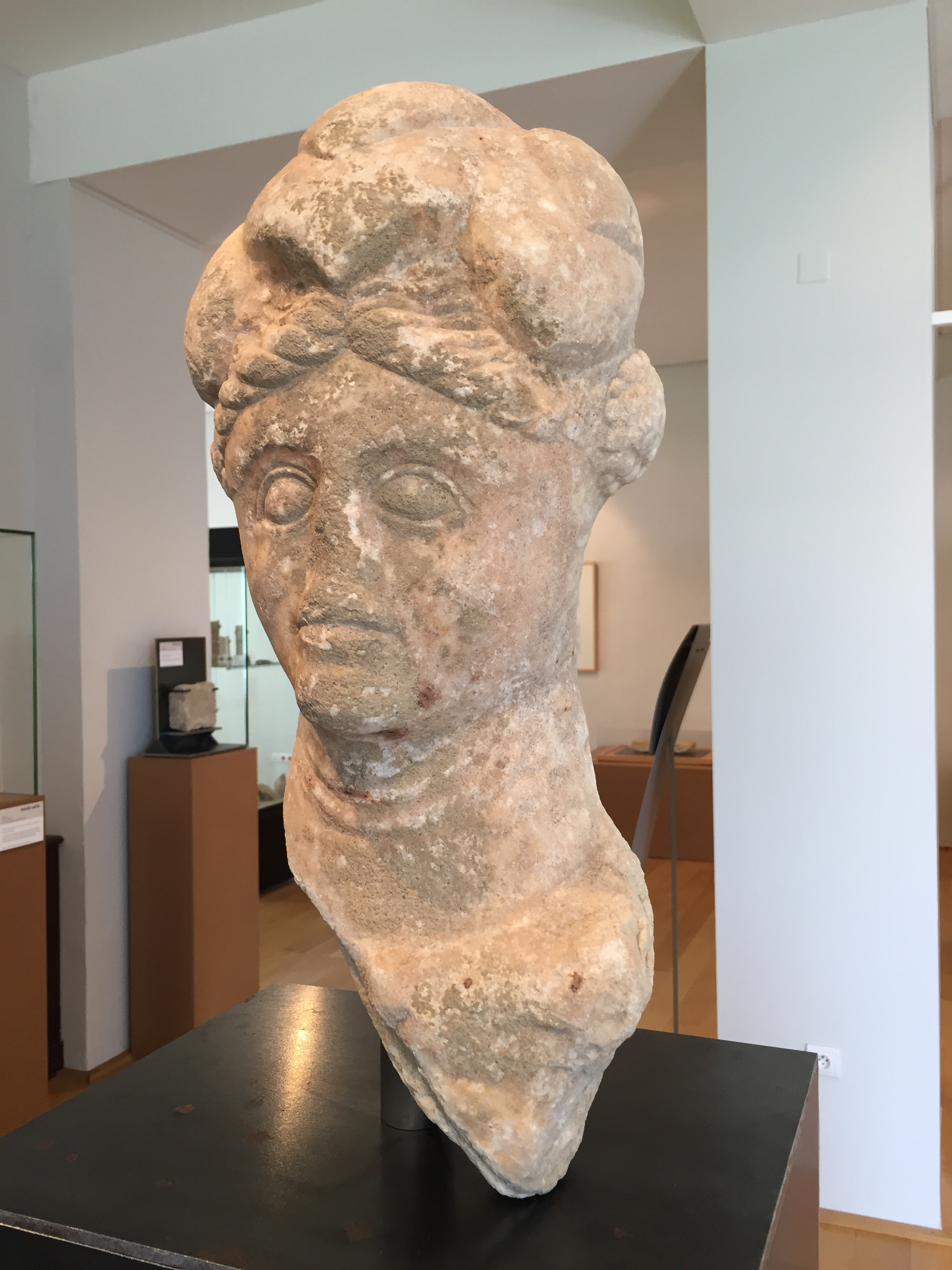
Statue-divinité anonyme
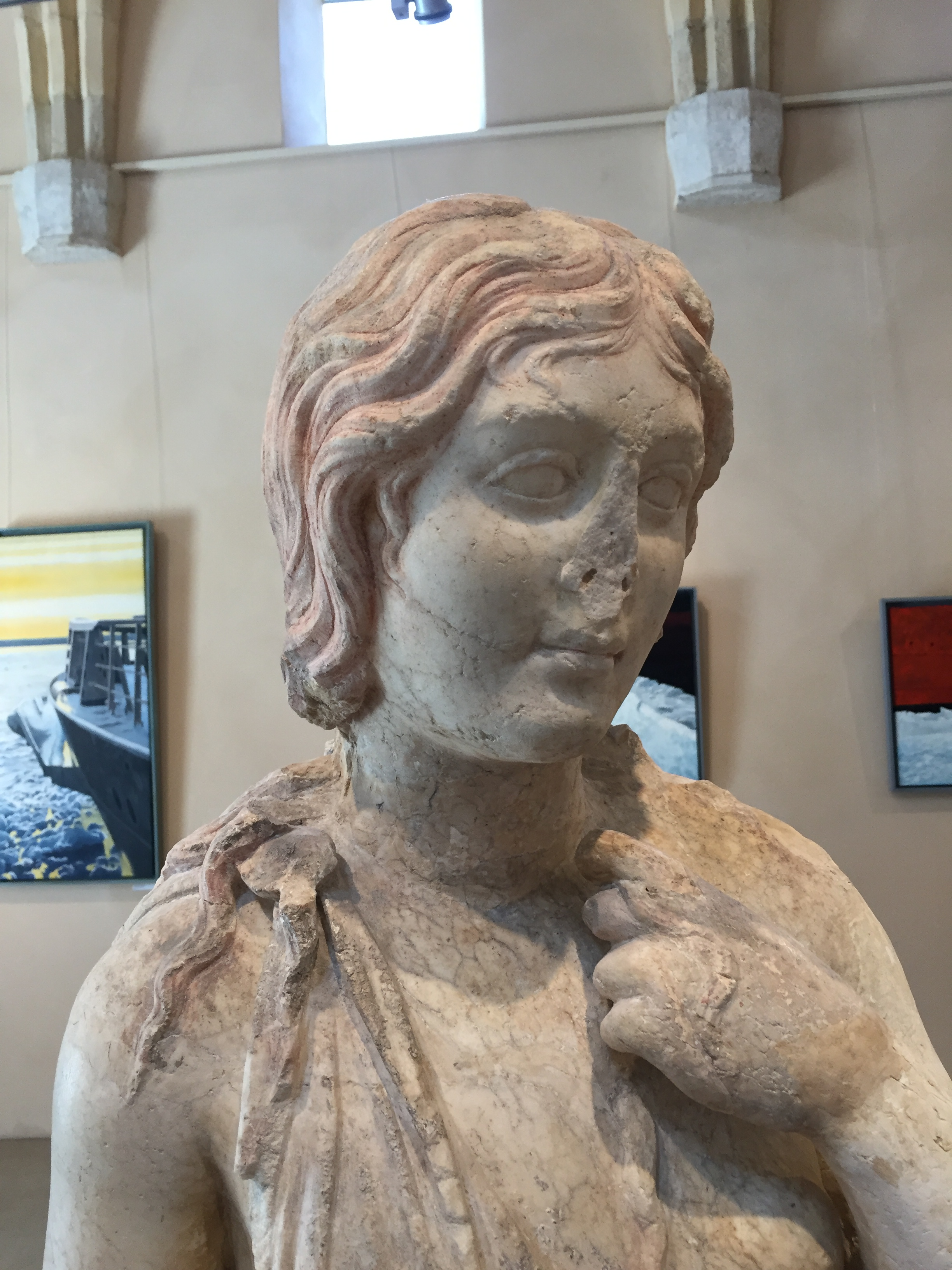
Trophée augustéen
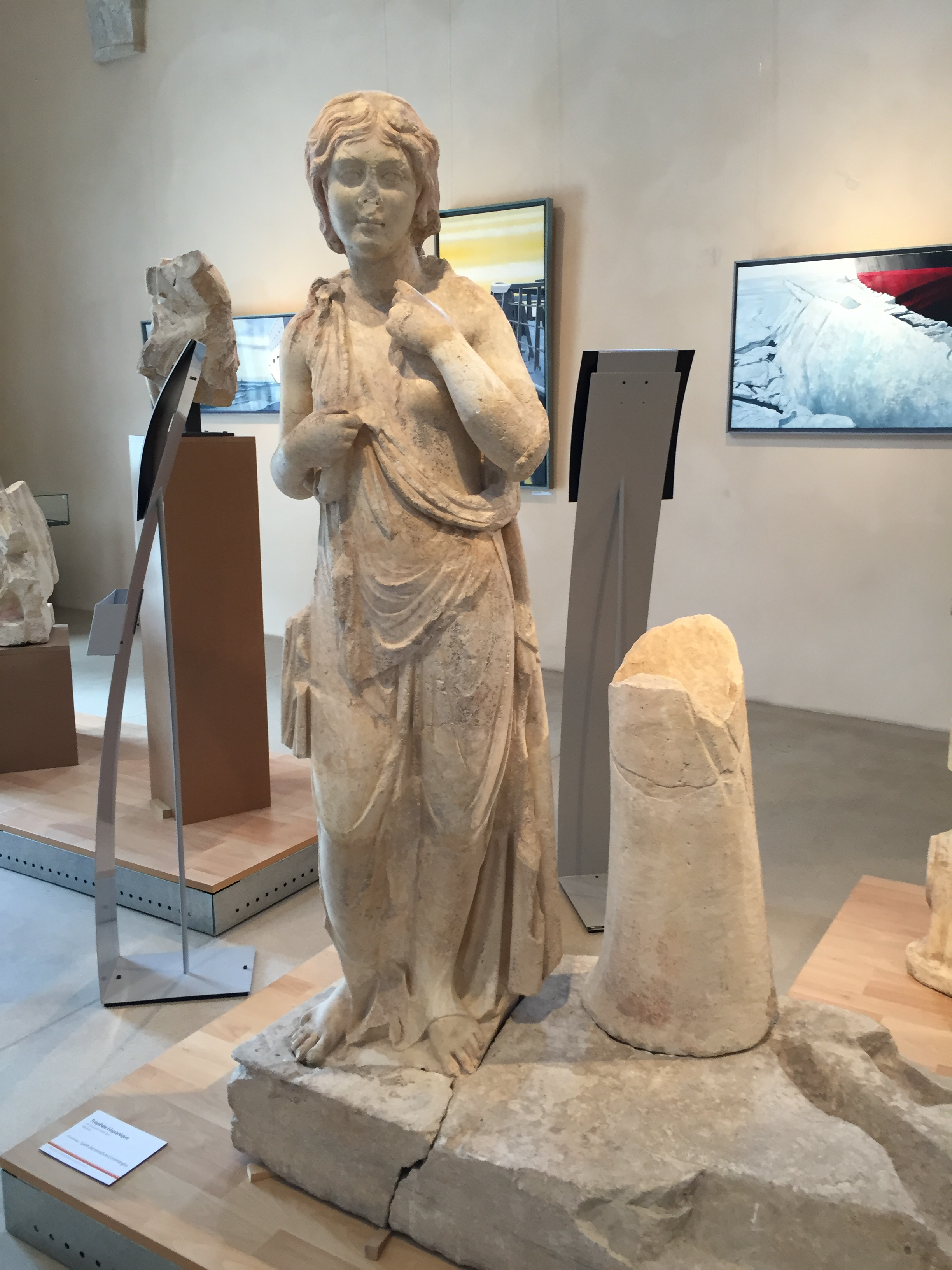
Trophée augustéen
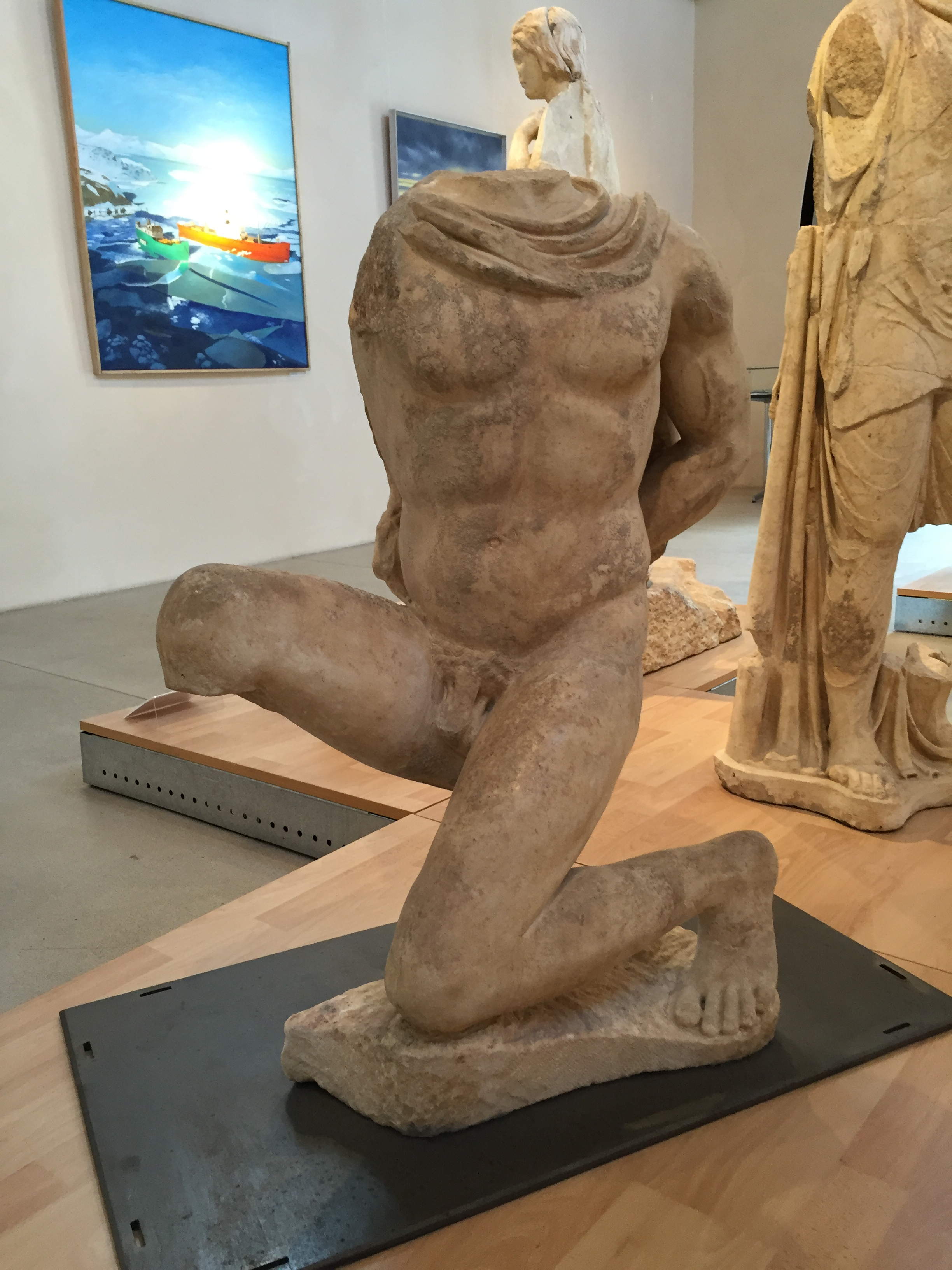
Trophée augustéen
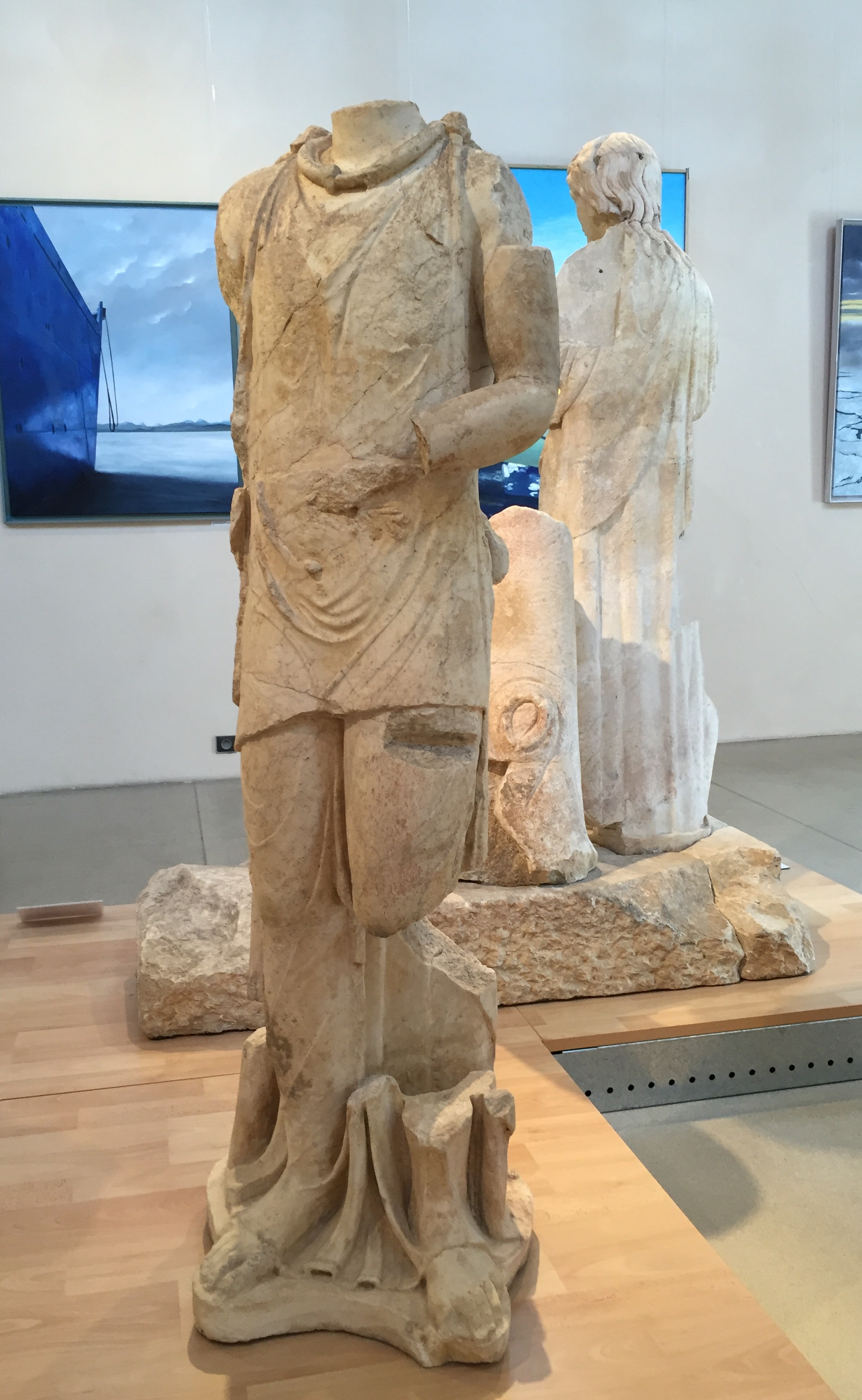
Trophée augustéen
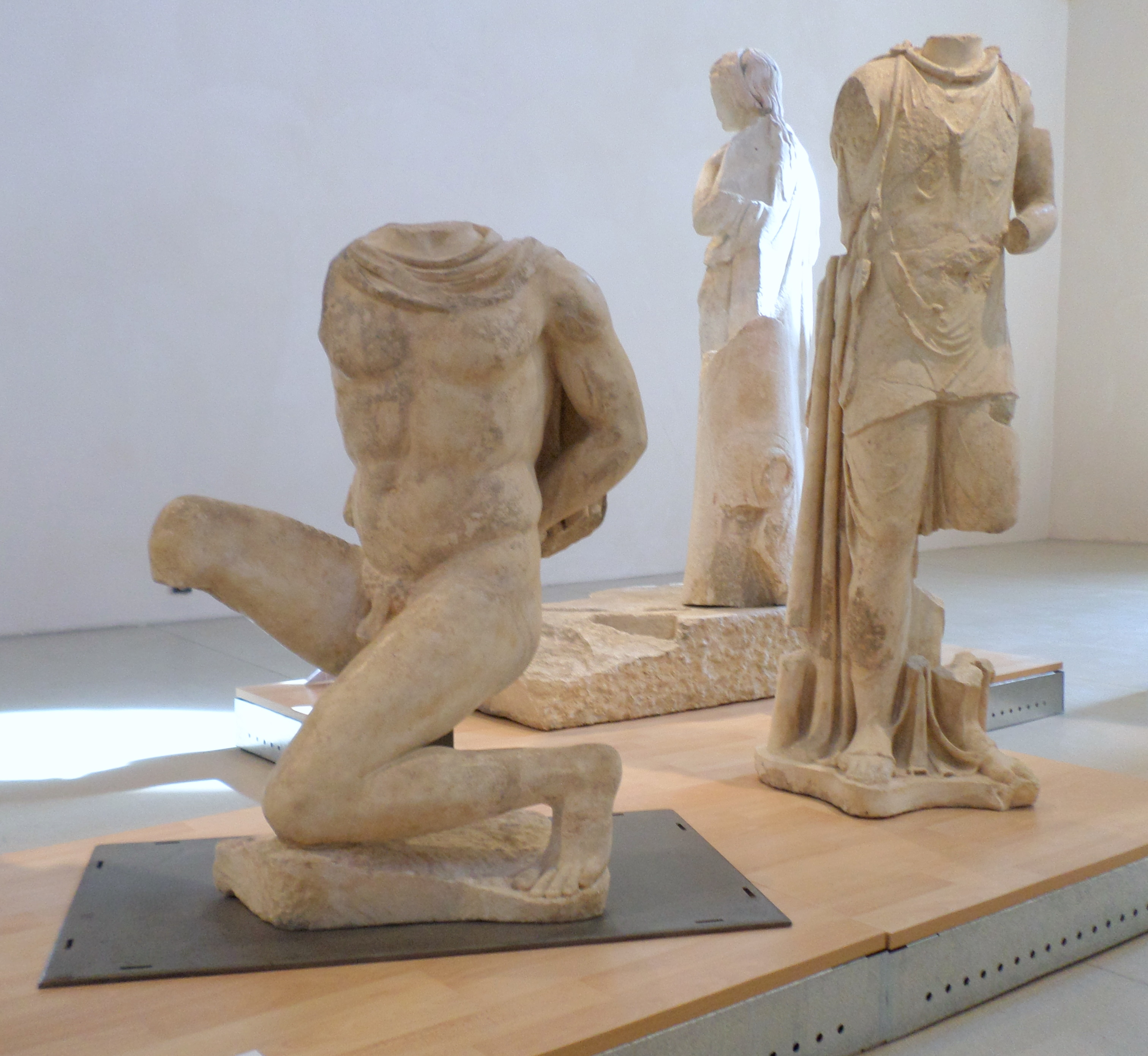
Trophée augustéen